# اسکناس یک دلاری آمریکا
اسکناس یک دلاری آمریکا (۱ $) و بر روی آن عکس جرج واشینگتن بنیان گذار امریکا و اولین رئیس جمهور امریکا نقش بسته‌است؛ و بر پشت آن نشان آمریکا می‌باشد.